# Explosie in Cádiz

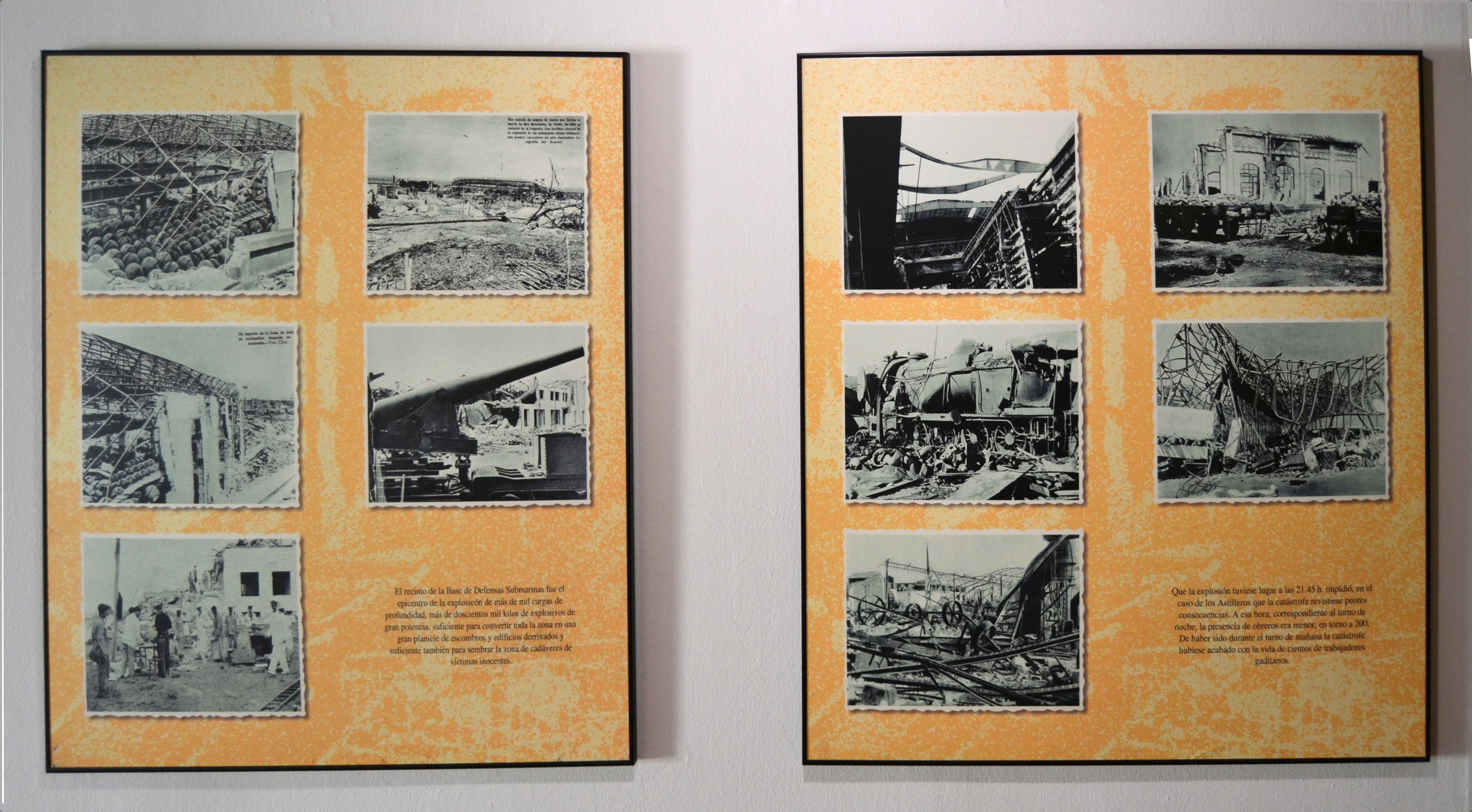
Bord op de permanente expositie over de explosie

Op 18 augustus 1947 vond er een grote explosie in Cádiz plaats in een munitiedepot van de Spaanse marine.
Na de Spaanse burgeroorlog kampte het land met veel oorlogsschade. De Tweede Wereldoorlog hinderde de herstelwerkzaamheden en de wederopbouw was moeilijk mede vanwege het internationale isolement van het Franco-regime. Door een gebrek aan geld gebeurden er in het land veel ongevallen door gebrek aan onderhoud en het verouderde materieel.
Op maandag 18 augustus 1947 om 21:45 uur ontplofte zo'n 200 ton TNT in een pakhuis van een marinebasis in Cádiz. De stad telde toen ongeveer 80.000 inwoners en het was de derde havenstad van het land. In het pakhuis lagen zeemijnen, torpedo’s en dieptebommen opgeslagen. De projectielen lagen op een onderzeebootbasis in twee pakhuizen dicht bij elkaar. Van de 1600 projectielen ontploften er ruim 1100 wat de catastrofe veroorzaakte. Er brak ook brand uit in een tweede loods met 98 ton TNT, maar onder leiding van luitenant Pascual Pery Junquera heeft een kleine groep matrozen het vuur gedoofd waarmee een tweede explosie werd voorkomen.
De explosie had een enorme kracht en verwoestte veel huizen en gebouwen in de directe omgeving. In het zuiden van Portugal werd de explosie aangezien voor een aardbeving. Het historische centrum van de stad werd enigszins beschermd door de oude stadmuur en twee bastions. In dit oude verdedigingswerk zat maar een poort, Puerta de Tierra, waardoor de drukgolf van de explosie grotendeels werd afgebogen en de schade en het aantal slachtoffers werd beperkt. De stoomboot Plus Ultra, die kort voor de ontploffing was uitgevaren, was op zo’n 1500 meter afstand maar werd toch geraakt door rondvliegend puin en staal. 
Na de explosie kwam een reddingsactie op gang. Branden werden geblust, de gewonden afgevoerd naar ziekenhuizen en dodelijke slachtoffers geborgen. De schade was enorm. Officiële cijfers duiden op ongeveer 150 doden en meer dan 5000 gewonden. Zo'n 2000 gebouwen raakten beschadigd, waarvan 500 zodanig dat sloop de enige optie was. Veel infrastructuur was beschadigd waardoor de levering van elektriciteit en water onmogelijk was.
In het kasteel van Santa Catalina in Cádiz is een permanente tentoonstelling over deze explosie.